# Marike de Klerk
Pour les articles homonymes, voir de Klerk.
Marike de Klerk née Willemse le 29 mars 1937 à Pretoria et morte assassinée le 3 décembre 2001 à son domicile au Cap, est l'épouse de l'ancien président de la République d'Afrique du Sud, Frederik de Klerk. Elle a été présidente de la ligue des femmes du Parti national.

## Biographie

### Jeunesse et famille
Elle est issue des classes moyennes supérieures. Son père, Wilhelm Willemse (1904-1945), était un professeur de psychologie de l'université de Pretoria. 
Marike de Klerk est diplômée du commerce avec mention de l’université de Potchefstroom. En 1959, elle épouse Frederik de Klerk avec qui elle élèvera 3 enfants (adoptés). Le couple Frederik et Marike de Klerk divorcera en 1998.  

### Assassinat
Le 3 décembre 2001, elle est assassinée à son domicile au Cap. Elle est retrouvée étranglée et poignardée. Le meurtrier, Luyanda Mboniswa, alors âgé de 22 ans, était un employé de la société de sécurité censée veiller sur la résidence où vivait l’ancienne Première dame. Mboniswa est condamné à perpétuité, en mai 2003, pour ce crime. Elle devient l'un des symboles de la criminalité galopante dans le pays,.

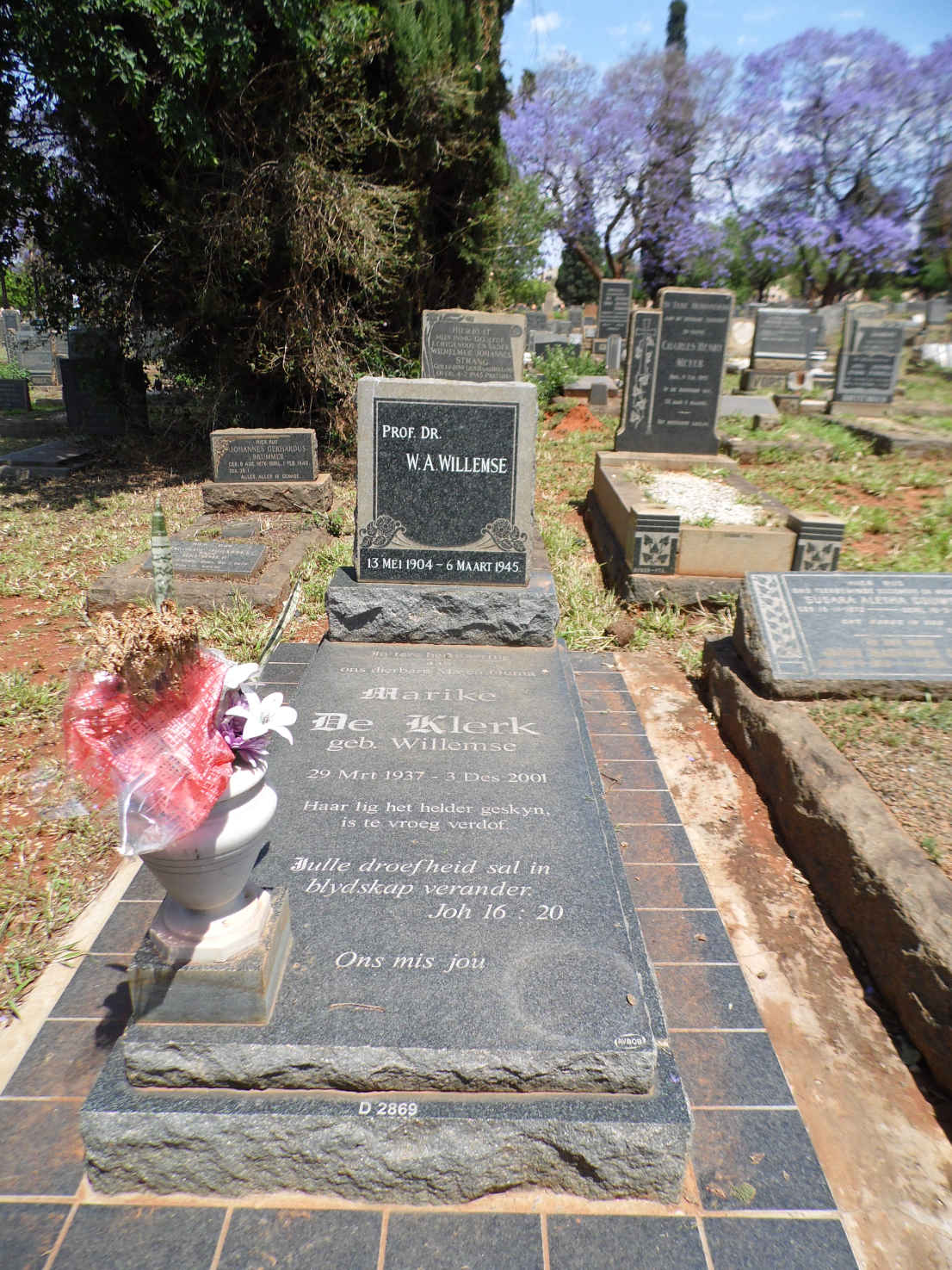
Sépulture de Wilhelm Willemse et de sa fille Marike de Klerk.

Elle est enterrée au côté de son père au cimetière de Pretoria West.